# Авершин, Степан Гаврилович
Степан Гаврилович Аве́ршин (1901—1972) — советский учёный, маркшейдер. Ученик И. М. Бахурина.

## Биография
Родился 17 (30) октября 1901 года в семье крестьянина в селе Крупец Суджанского уезда Курской губернии.
В 1907—1910 годах учился в сельской школе.
В 1913—1920 годах обучался в Суджанском реальном училище.
В 1920—1926 годах учился в Харьковском геодезическом институте, затем работал инженером в Отделе мелиорации и землеустройства Наркомзема УССР в Харькове.
В 1926 году поступил в Днепропетровский горный институт, через год перевёлся в Ленинградский горный институт, который окончил в 1931 году со специальностью «горный инженер-маркшейдер».
Работал в Научно-техническом совете Горнорудной промышленности в Ленинграде.
В 1940 году защитил кандидатскую, а в 1945 — докторскую диссертации (Доктор технических наук).
Участник Великой Отечественной войны (июль 1941-май 1944), инженер-капитан.
1945—1961 заместитель директора по научной работе Всесоюзного научного маркшейдерского института, созданного на базе Центрального научно-исследовательского бюро.
1954—1958 заведующий лабораторией горного давления Института горного дела,
1962—1963 заведующий отделом и лабораторией Института горного дела и металлургии,
1963—1964 заведующий лабораторией геомеханики Института физики, математики и механики АН Киргизской ССР,
1964—1972 заведующий отделом механики горных пород Института физики и механики горных пород.
В 1947—1962 профессор ЛГИ, в 1965—1968 — Фрунзенского политехнического института.
Был консультантом при строительстве многих ГЭС.
Профессор Горного института с 1946 года.
Академик (избран 30.6.1961) и вице-президент (1965—1972) АН Киргизской ССР.
Умер 9 октября 1972 года. Похоронен на Богословском кладбище Санкт-Петербурга.

## Награды, премии и звания
- 1961 — заслуженный деятель науки и техники РСФСР
- 1948 — Сталинская премия второй степени (1948) — за научный труд «Сдвижение горных пород при подземных выработках» (1947)
- 1971 — Государственная премия СССР (1971) — за разработку и внедрение комплекса мер борьбы с горными ударами на шахтах СССP
- заслуженный деятель науки Киргизской ССР
- орден Октябрьской революции
- орден Трудового Красного Знамени
- медали

## Основные работы
- Сдвижение горных пород при подземных разработках. Москва, 1956.
- Горные удары. Москва, 1956.
- Горные работы под сооружениями и водоёмами (1954).
- Поддержание горных выработок на шахтах Киргизии (в соавторстве). Фрунзе, 1968.